# オクラホマ!
『オクラホマ!』（Oklahoma!）は、ロジャース&ハマースタインの作詞作曲家コンビによる第1作目のミュージカル。リン・リッグズの1931年の戯曲「ライラックは緑に育つ」を基にしている。1906年のアメリカ中西部・オクラホマ州クレアモア郊外のインディアン準州の農村を舞台に、農家の娘ローリー・ウィリアムズに対するカウボーイのカーリー・マクレーンと、陰鬱な農場労働者のジャッド・フライという2人の求婚者による恋の三角関係を明るく陽気に描いたものである。同時にカウボーイのウィル・パーカーと、浮気性の婚約者エイドエニーの不安定な恋愛模様も描かれている。
1943年3月31日初演のブロードウェイミュージカルである。初演時には前例のない2,212回というロングラン記録を打ち立てて大ヒット作となり、再演も数々受賞し、全米ツアー、海外プロダクションの他、1955年に20世紀フォックスによって映画『オクラホマ!』が制作されアカデミー賞を受賞した。学校演劇や市民劇団などでも人気の作品となっている。1967年・1984年・2006年に宝塚歌劇団が上演した。
1944年、作詞作曲脚本のロジャース&ハマースタインはピューリッツァー賞特別賞を受賞した。
1927年の『ショウボート』を基に、単なる娯楽でなく感情に訴えることができるシリアスでドラマチックなエンディングの脚本に楽曲およびダンスが融合した「ブック・ミュージカル」の発展の象徴的作品となっている。さらに音楽と物語を繋ぐために作品を通して繰り返される主題やモチーフを特徴としている。15分におよぶ「ドリーム・バレエ」はローリーがカーリーとジャッドの2人の男性への感情で苦悩する様子を描いている。「美しい朝」「ノーとは言えない」「恋仲と人は言う」、そして終幕の「オクラホマ!」の大合唱などが鏤められた作品である。
同名のタイトルナンバーは後にオクラホマ州の州歌に採用された。

## 背景
1940年代初頭には作曲家リチャード・ロジャースと作詞家オスカー・ハマースタイン2世はどちらもそれぞれ他の共同制作者と共にブロードウェイで有名であった。1920年代以降、ロジャースはロレンツ・ハートと共に『青春一座』(1937年)、『The Boys from Syracuse』(1938年)、『Pal Joey』(1940年)など20作以上を制作していた。ハマースタインは『Rose-Marie』(1924年)、『The Desert Song』(1926年)、『The New Moon』(1927年)、『ショウボート』(1927年)などの脚本および作詞を行なっていた。1930年代には作品数は減ったが、ミュージカル、楽曲、映画の制作を続けており、1940年にジェローム・カーンが作曲、ハマースタインが作詞した「思い出のパリ」が1941年に映画『レディ・ビー・グッド』に採用されアカデミー歌曲賞を受賞した。1940年代初頭までにハートはアルコール依存症と情緒不安定が酷くなって仕事ができなくなり、ロジャースはハマースタインに共同制作を打診した。

### 構想
1931年、シアター・ギルドはオクラホマ州のインディアン準州の開拓者たちについて描かれたリン・リグスの『ライラックは緑に育つ (戯曲)』の舞台を制作した。舞台は成功しなかったが、10年後の1941年、ギルドのプロデューサーの1人であるテレサ・ヘルバーンが伝統的童謡やスクウェアダンスを使用した夏季公演を観劇し、『ライラックは緑に育つ』のミュージカル版が不況のギルドの復活に役立つと思い立った。ヘルバーンは1925年に『The Garrick Gaieties』ギルド公演で初めて成功をおさめたロジャース&ハートに連絡した。ロジャースは乗り気でハートと共同の権利を獲得した。ロジャースはオスカー・ハマースタイン2世に参加を依頼した。1941年、ロジャース&ハートの『By Jupiter』試験興行中、ハマースタインはもしハートがもう仕事ができないのであれば自分が引き受けると語った。1942年、ハマースタインも『ライラックは緑に育つ』のミュージカル版を検討していたが、ジェローム・カーンに提案した所断られていた。ロジャースが『ライラックは緑に育つ』のミュージカル版の脚本家を探していると知り、熱望したのである。ハートは自身のウィットに富んだ歌詞を活かせる現代的で洗練された作品を好み、田舎を舞台にした農民とカウボーイが登場する同作への興味を失っていた。さらにハートのアルコール依存症は悪化しており、もう作詞ができる状態ではなかった。ハートはメキシコで休暇中、ロジャースにハマースタインは良いパートナーになるだろうと語った。
ハマースタインは作曲前に歌詞を完成させることを好み、ロジャースは完成された歌詞に作曲することを好み、双方が好む作詞作曲法が合致していた。以前の共同制作者のロジャース&ハートにおいては、考えをまとめにくいハートが作詞の土台を必要としていたため、いつもロジャースが先に作曲していた。ハマースタインの元共同制作者にはルドルフ・フリムル、ハーバート・ストットハート、ヴィンセント・ユーマンスそしてジェローム・カーンがいたが、全て作曲が先でハマースタインが後から作詞をしていた。双方とも以前の共同制作者との方法とは逆のやり方となることにより、ハマースタインは歌詞で物語の基礎を固め、ロジャースは作曲によりその物語を増幅および強化させることができた。ロジャース&ハマースタインがこの新作ミュージカルに取り掛かる際、これまでのミュージカル・コメディの慣例にとらわれず、独自の音楽性および物語性が原作『ライラックは緑に育つ』に沿うものになると意見が一致した。当時のミュージカル作品は大規模なプロダクション、目新しさ、盛大なダンスを特徴とし、脚本はユーモアが重要でドラマチックな展開は少なく、曲は物語の流れを分断していたのである。

### キャスティングおよび展開
世界大戦の間、ミュージカルの配役は歌が得意な役者に与えられていたが、ロジャース&ハマースタインは演技の得意な歌手を選んだ。シアター・ギルドの演出家の1人であるテレサ・ヘルバーンはローリー役にシャーリー・テンプル、アリハカム役にグルーチョ・マルクスを提案したが、ロジャース&ハマースタインは演出家のルーベン・マムーリアンの賛同もあり、より物語にふさわしい配役を希望した。ブロードウェイ初作品となるアグネス・デ＝ミルが振付を担当し、ローリーのジャッドとカーリーという2人の求婚者の間での苦悩を表現した、本作の最も特筆すべき不朽の第1幕フィナーレの15分におよぶドリーム・バレエを制作した。
1943年3月11日、コネチカット州ニューヘイブンにあるシュバート劇場での試験興行時、題名は『Away We Go!』であった。ハマースタインは6作品失敗が続いており期待値が低く、スター俳優も出演していなかった。プロデューサーのマイク・トッドは試験興行の第1幕途中で退席し、「若い娘もジョークも見込みもない」と語った。それでもロジャース&ハマースタインには自信があった。ニューヘイブンおよびボストンの観客は熱狂的であったが、評価は普通であった。ブロードウェイ公演開幕前、明るい楽曲「"Oklahoma"」が追加され、この曲名に因み、本作の題名を『オクラホマ!』と改題した。
ブロードウェイ公演が開幕すると、トッドの意見と反対に批評家たちから絶賛され、チケットは完売し、ピューリッツァー賞特別賞を受賞した。「ニューヨーク・タイムズ」紙のブルックス・アトキンソンは「オープニング曲の「"Oh, What a Beautiful Mornin'"」はミュージカル史を変えたとし、「このような歌詞が快活なメロディに合わせて歌われた後では、古いミュージカルの陳腐さはもう許容できない」と記した。「ニューヨーク・ポスト」紙は賛否両論を掲載した唯一の大規模新聞社であり、曲は心地よいが凡庸だと記した。同作の創造性はロジャース&ハマースタインと同時代を生きる人々を刺激し、アメリカのミュージカル界の黄金時代の幕開けとなった。

## あらすじ

### 第1幕
1906年のオクラホマ準州にて、カウボーイのカーリー・マクレーンは農家の娘のローリー・ウィリアムズの農場を訪れ、良い1日になることを予見する("Oh, What a Beautiful Mornin'")。アウント・エラーが見守る中、カーリーとローリーは互いをからかう。その夜、学校の運営資金のために地元の女性たちが用意したランチバスケットのオークションが行なわれる慈善ダンス・パーティが開催されることになっている。オークションで食事を手に入れた男性は、そのランチバスケットを用意した女性と食事ができる。カーリーはローリーに慈善ダンス・パーティに一緒に行こうと誘うが断られる。カーリーはローリーを追いかけ、可能な限りの豪華な馬車で連れていくと語る("The Surrey with the Fringe on Top")。しかしローリーはこれを茶化し、カーリーはローリーに振り向いてもらうための嘘だと語る。ローリーは立ち去るが、実はカーリーは飾りのついた四輪馬車を借りて用意していたのである。
アウント・エラーとローリーの農場の労働者で陰鬱なジャッド・フライはローリーに惹かれており、慈善ダンス・パーティに誘う。ローリーはジャッドを恐れていたが、カーリーへの腹いせにジャッドとの誘いを受け入れる。一方、カウボーイのウィル・パーカーはモダンな街カンザスシティから戻り、土産話を披露する("Kansas City")。ウィルは50ドル(現代の貨幣価値で1,700ドル)の賞金を獲得してきたのである。ウィルのガールフレンドのエイドエニーの父アンドリュー・カーンズは、その金額でならエイドエニーとの結婚を許そうとする。しかしウィルはエイドエニーとその父へのプレゼントのために全額使い果たす。エイドエニーの父へのプレゼントは「リトル・ワンダー」という望遠鏡のようなもので、中に刃が仕込まれていることをウィルも気付いていない。エイドエニーはローリーに、ウィル不在中にペルシャの行商人のアリハカムと頻繁に会っていたことを打ち明ける。ローリーはウィルかアリハカムのどちらかを選ぶべきだと諭すが、エイドエニーは2人共愛していると語る("I Cain't Say No")。ローリーと友人たちが慈善ダンス・パーティの準備をしている間、ガーティ・カミングスはカーリーと良い雰囲気となる。ローリーが気付き、友人たちに自分はカーリーとは無関係だと強がりを言う("Many a New Day")。

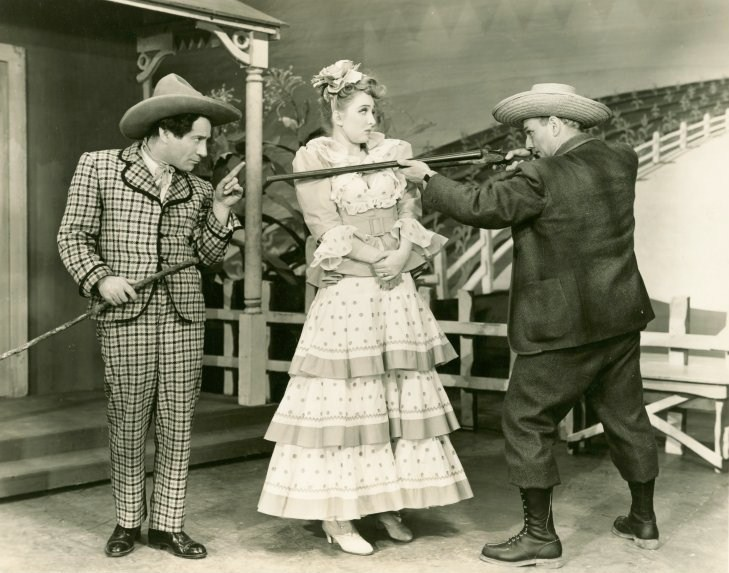
1943年、アリハカム役ジョセフ・ブロフ、エイドエニー役のセレステ・ホルム、アンドリュー・カーンズ役のラルフ・リグス

エイドエニーがアリハカムと一緒にいる所を目撃した父アンドリューは銃を向け責任を取って結婚するよう脅す。アリハカムと男たちはこの理不尽な状況を嘆く("It's a Scandal! It's a Outrage!")。カーリーはローリーがジャッドと慈善ダンス・パーティに行くことを知り、ローリーを奪い返そうとする。ローリーはジャッドを怒らせるのを恐れ、カーリーを愛していないと断言する("People Will Say We're in Love")。落胆したカーリーはジャッドと話し合うためジャッドが住む燻製小屋に向かう。ジャッドは皆に好かれていないと感じており、カーリーは首を吊れば皆がいかにジャッドを大事に思っていたかわかるだろうと冗談を言う("Pore Jud Is Daid")。ローリーのことで口論になりそうになり、カーリーは退出する。ジャッドはローリーを勝ち取ったと確信し、ローリーを妻にすると誓う("Lonely Room")。
カーリーへの感情とジャッドへの恐れに揺れ動き、ローリーはアリハカムから真実の愛が判明するという「魔法の薬」(ローダナム)を購入する。悩みから解放され、本当に愛する人が誰か判明することを望む("Out of My Dreams")。薬の影響下で眠りにつき、カーリーと結婚することを夢見る。夢の中で次第に雲行きが怪しくなり、ジャッドが登場してカーリーを殺害するが、ローリーは逃げることができない("Dream Ballet")。目が覚め、カーリーこそが愛する相手だと確信するが、慈善ダンス・パーティに行くためジャッドが迎えにきてしまい後戻りができない。

### 第2幕
慈善ダンス・パーティにてスクウェアダンス中("The Farmer and the Cowman")、フェンスや水路について農民とカウボーイとの間で口論となり、アウント・エラーが銃を撃ち沈黙が広がる。ローリーはカーリーがガーティとダンスするところを目撃して落胆する。エイドエニーを遠ざけるため、アリハカムはウィルのカンザス土産を50ドルで買い取る。ジャッドは「リトル・ワンダー」に刃が仕込まれていることに気付き買い取る。オークションが開始し、ウィルは50ドルでエイドエニーのランチバスケットを買い取るが、ここで50ドルを支払うとエイドエニーの父への金がなくなることに気付いていない。エイドエニーを追い払うため、アリハカムは1ドル上回る51ドルで入札し、ウィルがエイドエニーの父に50ドルを支払うことができるよう肩代わりする。ローリーのランチバスケットでオークションは白熱する。ジャッドは有り金全てを準備しており、ローリーのランチバスケットを勝ち取る気である。ローリーを守るために複数の男性が入札したが、ジャッドがそれら全てを上回る。カーリーとジャッドの戦いとなり、カーリーは鞍、馬、そして銃を売り払う。カーリーはジャッドに勝ってランチバスケットを獲得するが、ジャッドは「リトル・ワンダー」でカーリーを殺害しようとし、アウント・エラーがわざと大声でカーリーにダンスを申し込み止めに入る。その夜遅く、ウィルとエイドエニーは価値観の違いを何とかすり合わせ、エイドエニーは他の男性とはもう戯れないことに渋々同意する("All Er Nuthin'")。
ジャッドはローリーに自分の気持ちをぶつける。ローリーがもう会えないと断るとジャッドはローリーを脅す。ローリーは自身の農場からジャッドを解雇し、敷地から出ていくことを要求する。ジャッドが激怒し、ローリーは泣き叫びカーリーの名を呼ぶ。ローリーはカーリーにジャッドに脅されたこと、解雇したことを告げる。カーリーはローリーを落ち着かせてプロポーズし、ローリーは受け入れる("People Will Say We're In Love" (reprise))。カーリーはカウボーイを辞めて農民となる決心をする。アリハカムはオクラホマ準州を離れることにし、エイドエニーに別れを告げ、ウィルこそがふさわしい相手だと語る。
3週間後、皆がオクラホマ準州からオクラホマ州に昇格することを祝う中、ローリーとカーリーは結婚する("Oklahoma")。アリハカムがガーティと結婚したとして戻ってくる。アリハカムはガーティの父親に結婚するよう銃で脅されたのである。酔っ払ったジャッドがローリーにキスをしてカーリーを殴り、ジャッドとカーリーは殴り合いとなる。ジャッドはカーリーをナイフで襲うがカーリーは素早く避け、ジャッドはナイフの上に転倒して即死する。結婚式はアウント・エラーの主張により即席裁判となる。裁判官のアンドリュー・カーンズはカーリーに無罪判決を言い渡す。カーリーとローリーは飾りのついた四輪馬車で新婚旅行に出掛ける("Finale Ultimo")。

## 主な登場人物および著名な出演者
| 役名                   | 役柄                                                                         | 著名な出演者 |
| ---------------------- | ---------------------------------------------------------------------------- | --- |
| カーリー・マクレーン   | 若いカウボーイ。ローリーを愛している。                                       | アルフレッド・ドレイク°、ハリー・ストックウェル°、ジョン・レイト、ハワード・キール、リッジ・ボンド、ヒュー・ジャックマン、パトリック・ウィルソン、ローレンス・ギタード、デイモン・ドーノ、ショーン・グランディロ |
| ローリー・ウィリアムズ | 農家の娘でアウント・エラーの姪。自立心のある若い女性。                       | ジョーン・ロバーツ°、ベティ・ジェーン・ワトソン、クリスティン・アンドレアス、レイラ・ベン・ハリス、ジョセフィーナ・ゲイブリエル、フローレンス・ヘンダーソン、ルーシー・デュラック、レベッカ・ナオミ・ジョーンズ  |
| ジャッド・フライ       | アウント・エラーの農場作業員。カーリーの恋敵。ミステリアスで気難しい独り者。 | ハワード・ダ・シルヴァ°、シュラー・ヘンスリー、アルフレッド・モリーナ |
| アウント・エラー       | ローリーの叔母。地域のリーダーとして尊敬されている。                         | ベティ・ガード°、メアリー・ウィックス、アンドレア・マーティン、パティ・デューク、マーガレット・ハミルトン、モーリーン・リップマン、ルイーズ・プロライト、メアリー・テスタ                                        |
| エイドエニー・カーンズ | 浮気性で騙されやすい若い女性。                                               | セレステ・ホルム°、シェリー・ウィンタース、バーバラ・クック、クリスティーン・エバーソール、ジェシカ・ボーヴァーズ、アマンダ・ハリソン、アリ・ストローカー                                                        |
| ウィル・パーカー       | エイドエニーを愛する若い男。                                                 | リー・ディクソン°、ハリー・グローナー |
| アンドリュー・カーンズ | エイドエニーの父。娘を早く結婚させたい。                                     | ラルフ・リグス° |
| アリハカム             | ペルシャの行商人。エイドエニーに好かれる。                                   | ジョセフ・ブロフ°、エディ・アルバート、ピーター・ポリカプー、ブルース・アドラー、ジェイミー・ファー、アーシフ・マンドヴィ、ウィル・ブリル                                                                        |
| ガーティ・カミングス   | 地元の農家の娘。カーリーに恋していたが、アリハカムと結婚する。               | ジェーン・ローレンス°、パメラ・ブリットン |
| ドリーム・カーリー     | 夢のシーンのカーリー。                                                       | マーク・プラット° |
| ドリーム・ローリー     | 夢のシーンのローリー。                                                       | キャサリン・サーガヴァ° |

° オリジナル・ブロードウェイ・キャスト

## 使用楽曲
| 第1幕 - 序曲 Overture – オーケストラ - 美しい朝 "Oh, What a Beautiful Mornin'" – カーリー - Laurey's Entrance – ローリー、カーリー - 飾りのついた四輪馬車 "The Surrey with the Fringe on Top" – カーリー、ローリー、アウント・エラー - カンザス・シティ "Kansas City" – ウィル・パーカー、アウント・エラー、男性アンサンブル - いやとはいえないの "I Cain't Say No" – エイドエニー - Entrance of Ensemble ("I Cain't Say No" and "Oh What a Beautiful Mornin'") – ウィル、エイドエニー、カーリー、アウント・エラー、アンサンブル - 新しい日々 "Many a New Day" – ローリー、女性アンサンブル - イッツ・ア・スキャンダル! "It's a Scandal! It's a Outrage!" – アリハカム、アンサンブル - 粋なうわさをたてられて "People Will Say We're in Love" – カーリー、ローリー - きらいなジャド "Pore Jud Is Daid" – カーリー、ジャッド - 孤独部屋 "Lonely Room" – ジャッド - 私の夢から "Out of My Dreams"/"Dream Ballet" – ローリー、夢の中の登場人物 | 第2幕 - Entr'acte – オーケストラ - 農夫と牧童 "The Farmer and the Cowman" – アンドルー・カーンズ、アウント・エラー、カーリー、ガーティ・カミングス、ウィル、エイドエニー、ローリー、アイク・スキッドモア、コード・イラム、アンサンブル - いちか、ばちか "All Er Nuthin'" – ウィル、エイドエニー - 粋なうわさをたてられて(リプライズ) "People Will Say We're in Love" (Reprise) – カーリー、ローリー - オクラホマ! "Oklahoma" – カーリー、ローリー、アウント・エラー、アイク・スキッドモア、コード・イラム、フレッド、アンドリュー・カーンズ、アンサンブル - フィナーレ Finale Ultimo ("Oh What a Beautiful Mornin'" and "People Will Say We're in Love") – カンパニー |

## プロダクション

### オリジナル・ブロードウェイ

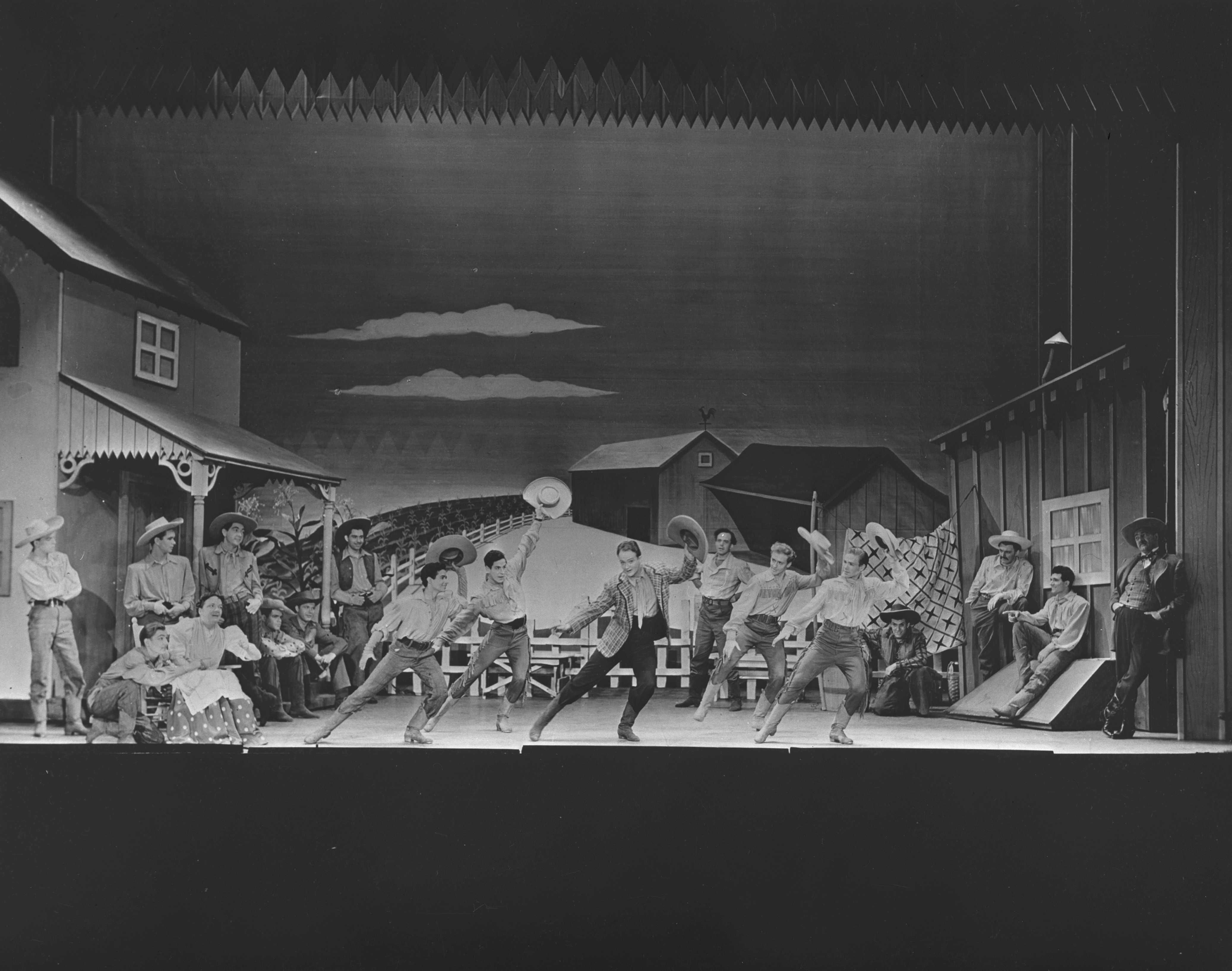
1943年-1944年

1943年3月31日、ニューヨークのセント・ジェームス劇場にてオリジナル・ブロードウェイ・プロダクションが開幕した。ルーベン・マムーリアンが演出、アグネス・デ＝ミルが振付を担当し、アルフレッド・ドレイクがカーリー役、ジョーン・ロバーツがローリー役、セレステ・ホルムがエイドエニー役、ハワード・ダ・シルヴァがジャッド役、ベティ・ガードがアウント・エラー役、リー・ディクソンがウィル役、ジョセフ・ブロフがアリハカム役、ジェーン・ローレンスがガーティ役、バリー・ケリーがアイク役、ジョージ・S・アーヴィングがジョー役を演じた。ダンス・シーンとしてマーク・プラットが夢の中のカーリー役、キャサリン・サーガヴァが夢の中のローリー役、ジョージ・チャーチが夢の中のジャッド役、バンビ・リンがアギー役を務めた。開幕から2ヵ月後、チャーチからヴラディミール・コステンコに交代した。装置デザインはレミュエル・エイヤーズが務めた。
2,212回上演の後、1948年5月29日に閉幕した。開幕から数ヶ月で人気が上昇し、チケット売り上げは異例の高さとなった。5年以上上演が続き、1956年に『マイ・フェア・レディ』に抜かれるまでブロードウェイ・ロングラン最長ミュージカルを誇っていた。トニー賞などにおいて、今でこそ特別功労賞を受賞しているが、1943年当時は受賞しておらず、オリジナル・プロダクションでは舞台関連の賞の受賞はなかった。

### 初期の全米ツアー
1944年、コネチカット州ニューヘイブンから最初の全米ツアー公演が開始した。1953年、「ニューヨーク・タイムズ」紙は「10年連続で上演されるに値する唯一のミュージカル。ブロードウェイで5年2ヶ月上演され、興行収入700万ドルをあげた。1943年に開幕した全米ツアー公演は1,500万ドルをあげている」と記した。シカゴのオリジナル・プロダクションではジョン・レイトがカーリー役を演じた。1945年、米国慰問協会主催により、米軍基地で慰問公演が行なわれ、以降数年続いた。1953年の「ニューヨーク・タイムズ」紙によると「驚異的な記録を誇る『オクラホマ!』ブロードウェイ公演開幕10周年が、シアター・ギルドのツアー公演が行なわれるワシントン州で祝われる。ギルドの見積もりによるとアメリカ、イングランド、スウェーデン、デンマーク、南アフリカ、オーストラリアでの公演および戦時中の慰問公演、合わせて2千万人超の観客が観劇した」。

### オリジナル・ウェスト・エンド
1947年4月30日、戦後初めてロンドンのウェスト・エンドでのブロードウェイ作品として『オクラホマ!』が上演された。シアター・ロイヤル・ドゥルリー・レーンにてハワード・キールがカーリー役、ベティ・ジェーン・ワトソンがローリー役を演じた。メディアの評判も高く、チケットも完売し、1,543回上演された。サウサンプトンの砂州に出演者、装置、衣装が乗った船が座礁し、1日遅れの1947年4月18日、マンチェスター・オペラ・ハウスでプレビュー公演が行なわれた。

### オリジナル・オーストラリア
1949年2月19日、メルボルンにあるヒズ・マジェスティ・シアターにてオーストラリア・プロダクションが開幕した。ジェムズ・デ・ラペが振付および夢の中のローリー役を担当した。9月17日、アデレードにあるシアター・ロイヤルに、11月29日、シドニーにあるシアター・ロイヤルに、1950年11月29日、ブリスベンにあるヒズ・マジェスティ・シアターに移行した。

### 1951年および1979年、ブロードウェイ再演
1951年5月9日、ブロードウェイ・シアターにてシアター・ギルドのプロデュースによる再演が行なわれ、100回上演された。リッジ・ボンドがカーリー役、パトリシア・ノースロップがローリー役、ヘンリー・クラークがジャッド役、ジャクリン・サントがエイドエニー役を演じた。ルーベン・マムーリアンが演出、アグネス・デ＝ミルが振付を再び担当し、ジェローム・ホワイトが舞台監督を務めた。1953年8月31日、ニューヨーク・シティセンターにて10周年記念再演が行なわれた。40回限定公演の後、ツアー公演へ移行した。フローレンス・ヘンダーソンがローリー役、リッジ・ボンドがカーリー役、バーバラ・クックがエイドエニー役を演じた。マムーリアンが演出、デ＝ミルが振付を担当した。
1979年12月13日、ブロードウェイのパレス・シアターにて再演が開幕し、9回のプレビュー公演および293回の本公演ののち、1980年8月24日に閉幕した。ハマースタインの息子であるウィリアム・ハマースタインが演出を担当し、ジェムズ・デ・ラペがデ＝ミルの振付を再現した。クリスティン・アンドレアスがローリー役、ローレンス・ギタードがカーリー役、メアリー・ウィックスがアウント・エラー役、クリスティーン・エバーソールがエイドエニー役、マーティン・ヴィドノヴィチがジャッド・フライ役、ハリー・グローナーがウィル・パーカー役、ブルース・アドラーがアリハカム役を演じた。アンドレアスとグローナーはトニー賞にノミネートされ、ヴィドノヴィチはドラマ・デスク・アワードを受賞した。全米横断ツアー公演に移行し、1979年5月1日、ロサンゼルスのパンテージ・シアターにて開幕した。

### 1980年、ウェスト・エンド再演
1980年1月、レスターのヘイマーケット・シアターにてハマースタインの息子であるジェイムス・ハマースタインが演出、キャメロン・マッキントッシュとエミール・リトラーがプロデュースを担当して再演が行なわれた。デ・ラペがデ・ミールの振付を再現した。全英ツアー公演に移行し、その後1980年9月17日、ロンドンのウェスト・エンドのパレス・シアターで開幕し、1981年9月19日で閉幕した。ジョン・ディードリッヒがカーリー役、アルフレッド・モリーナがジャッド・フライ役を演じ、どちらもローレンス・オリヴィエ賞にノミネートされた。ロザマンド・シェリーがローリー役、マッジ・ライアンがアウント・エラー役、ライナル・ハフトがアリハカム役を演じた。マリア・フリードマンが本作でウェスト・エンド・デビューし、当初ドリスのコーラス役であったが最終的に役付きとなった。装置および衣装はティム・グッドチャイルドがデザインした。レイ・クックが音楽監督、ジョン・オウエン・エドワーズが指揮者となった。のちの1998年にはオウエン・エドワーズはマッキントッシュのロンドン再演で音楽監督を務めた。キャスト・レコーディングがジェイ・レコードおよびショウタイム・レーベルからリリースされた。

### 1982年、オーストラリア再演
1982年から1983年、ウェスト・エンドでカーリー役を演じたジョン・ディードリッヒが母国オーストラリアでもカーリー役を演じた。ウェスト・エンドでプロデュースしていたキャメロン・マッキントッシュが再度プロデュースし、全米ツアーはアデレード・フェスティバル・センター、エッジレイ・インターナショナル、MLCシアター・ロイヤル・カンパニーが制作した。1982年4月30日、アデレード・フェスティバル・シアターで開幕し、6月5日、シドニーのシアター・ロイヤルに、11月8日、メルボルンのハー・マジェスティ・シアターに、1983年4月、ブリスベンのハー・マジェスティ・シアターに移行した。ヘンリ・ゼプスがアリハカム役、ニール・メルヴィルがコード・エラン役を演じた。ウィリアム・ハマースタインが演出、デ・ラペがデ＝ミルの振付の再現、ティム・グッドチャイルドが装置と衣装を再び担当した。キャロライン・オコナーが本作でミュージカル・デビューし、アンサンブル、スウィング、代役を担当した。

### 1998年、ウェスト・エンド再演
1998年7月15日、ナショナル・シアターによりオリヴィエ・シアターにて暗い主題のプロダクションが開幕した。トレヴァー・ナンが演出、スーザン・ストローマンが振付、ウィリアム・デイヴィッド・ブラウンが指揮を務めた。ヒュー・ジャックマンがカーリー役、モーリーン・リップマンがアウント・エラー役、ジョセフィーナ・ゲイブリエルがローリー役、シュラー・ヘンズリーがジャッド・フライ役、ヴィッキー・サイモンがエイドエニー役、ピーター・ポリカプーがアリハカム役、ジミー・ジョンソンがウィル・パーカー役を演じた。ジョン・オウエン・エドワーズが音楽監督を務め、ブラウンおよびダンス・アレンジャーのデイヴィッド・クレインがロバート・ラッセル・ベネットのオリジナルのオーケストレーションを取り入れ、ダンス・シーンを拡大させた。新たなドリーム・バレエのシーンはスーザン・ストローマンの新たな振付のために構成され、「カンザスシティ」、「新しい日々」、「農夫と牧童」のダンスは全て作り直された。トレヴァー・ナンのリクエストにより序曲も作り直された。ドリーム・バレエのシーンもジャックマンとゲイブリエルが演じた。
ローレンス・オリヴィエ賞において数多くのノミネートを受け、ミュージカル・プロダクション賞、助演男優賞(ヘンズリー)、装置デザイン賞(アンソニー・ウォード)、振付賞(ストローマン)を受賞した。ロジャース&ハマースタイン協会によると、この限定公演は完売し、これまでの興行収入記録を抜いた。さらにウェスト・エンドのライシーアム・シアターに移行し、6ヶ月間上演された。ロンドン・キャストによるブロードウェイ公演への移行の計画があったが、アメリカの俳優を守るべく俳優公正協会から阻止され、アメリカの俳優が配役された。このウェスト・エンド公演は収録され『オクラホマ! (1999年の映画)』としてDVDがリリースされ、2003年11月にアメリカの公共放送で放送された。

### 2002年、ブロードウェイ再演
2002年3月21日、ブロードウェイのガーシュウィン・シアターにてトレヴァー・ナンの演出によりロンドン・プロダクションが再現され、388回上演ののち2003年2月23日に閉幕した。ロンドン公演からはローリー役のジョセフィーナ・ゲイブリエル、ジャッド役のシュラー・ヘンズリーのみが配役された。他にパトリック・ウィルソンがカーリー役、アンドレア・マーティンがアウント・エラー役、ジャスティン・ボホンがウィル役を演じた。トニー賞において、再演ミュージカル賞、ミュージカル助演女優賞、ミュージカル助演男優賞を含む7部門にノミネートされ、ヘンズリーがミュージカル助演男優賞を受賞した。ドラマ・デスク・アワードにおいて9部門にノミネートされ、ヘンズリーがミュージカル助演男優賞を、スーザン・ストローマンが振付賞を受賞した。
「ニューヨーク・タイムズ」紙のベン・ブラッドリーは「この作品の最高な部分は、通常ダンス・シーンであるが、ロジャース&ハマースタインの画期的な作品の復元は、成熟さと純真さ、熱狂と困惑を兼ね備えた新鮮な若き活力に満ちていた」と記した。さらに「アンソニー・ウォードによる空が無限に広がったような調和のとれた曲線の装置が、オクラホマ準州からオクラホマ州への変遷への鼓動を表現している」と記した。「ニューヨーク・デイリー・ニュース」紙のレビューは「視覚的にも素晴らしく、アンソニー・ウォードの装置はトーマス・ハート・ベントンの絵画のように牧歌的である。またデイヴィッド・ハーシーの多彩な照明デザインが開拓地の荒涼さを表現している」とし、「ロイヤル・ナショナル・シアターは新鮮で活気のある作品としてよみがえらせた」と記した。ただし「USAトゥデイ」紙の評論家は「「美しい朝」に冷たい風が吹き、黄金色の煙霧の明るさは不十分である」と微妙な評価であった。2003年から2005年、全米ツアー公演に移行した。

### 2019年、ブロードウェイ再演; 2022年、ロンドンへの移行
2015年のバード大学でのワークショップおよび2018年のブルックリンにあるセントアン・ウエアハウスでの上演の後、75周年記念公演がブロードウェイのサークル・イン・ザ・スクエア・シアターで上演された。ダニエル・フィッシュの演出により、観客が身近に感じるコミュニティ・ホールの円形舞台で、幕間にはチリとコーンブレッドが振舞われた。このプロダクションではジャッド・フライの役柄が大幅に変更された。オリジナルでの陰鬱で脅迫的なジャッドは、この再演ではポジティブに描かれており観客も共感しやすく、アクシデントではなくカーリーによって刺されるが、臨時裁判によってカーリーの罪はなかったこととされる。
2019年3月19日にプレビュー公演が、4月7日に本公演が開幕し、2020年1月19日に閉幕した。レベッカ・ナオミ・ジョーンズがルーシー役、デイモン・ダウノがカーリー役、アリ・ストロカーがエイドエニー役、ジェイムス・デイヴィスがウィル・パーカー役、ウィル・ブリルがアリハカム役、パトリック・ヴェイルがジャッド役、メアリー・テスタがアウント・エラー役を演じた。ジョン・ヘギンボサムが振付を担当し、ダニエル・クラガーの編曲により7人の楽団で演奏された。トニー賞において8部門にノミネートされ、再演ミュージカル作品賞を受賞した他、ストロカーがミュージカル助演女優賞を受賞し、車椅子使用者として初めてトニー賞を受賞した。
2021年から2022年の全米ツアー公演においてフィッシュは演出を見直し、「シカゴ・トリビューン」の評論家のクリス・ジョーンズによると、現代の出演者が自然に演じられるように
表現主義は残しつつプロセニアム・アーチの背景に代え、原作者の意図とプロダクションの本来のアイデアとのバランスをとれるようにした。出演者はサーシャ・ハッチングスがローリー役、ショーン・グランディロがカーリー役、バーバラ・ウォルシュがアウント・エラー役を演じた。
2022年5月、ロンドンにあるヤング・ヴィクにて7週限定公演が開幕した。アーサー・ダーヴィルがカーリー役、アナシュカ・ルーカスがローリー役、マリシャ・ウォレスがエイドエニー役、パトリック・ヴェイルがジャッド役を演じた。

### その他の著名なプロダクション

#### ディスカバリーランド
1977年から2011年の毎年夏の日曜以外毎晩、オクラホマ州サンドスプリングスの屋外劇場ディスカバリー・アンフィシアターにて上演された。1993年、リチャード・ロジャースの娘であるメアリー・ロジャースと、オスカー・ハマースタイン2世の息子であるウィリアム・ハマースタインがディスカバリーランドを「ロジャース&ハマースタインの『オクラホマ!』の本拠地」と認定した。

#### 2009年、チチェスター演劇フェスティバル
2009年夏、イギリスの演出家ジョン・ドイルはチチェスター・フェスティバル劇場にて『オクラホマ!』の演出を行なった。ダークな演出でジョナサン・チューニックによる新たな編曲を特徴としていた。ブルーシートのみを施した舞台で、バラの花びらが血痕のように散らばり、フロイトの要素を含むドリーム・ダンスのシーンはローリーのウェディングドレスが埋葬布になるなど悪夢を思い起こさせた。同公演は賛否両論で「タイム」誌の評論家は「とても様式的で、改訂され過ぎており、親しみも持てず感情の深さも感じられない」と記した。「ガーディアン」紙は好意的で「次々と明るく楽しい曲が続き、小さな闇がその中に巣くう」と記した。ウェブサイト「ワッツオンステージ」は他紙と同様、5つ星中3つ星をつけ、「暗く、皆が失望していたが、読者平均は4つ星だった」と記した。「テレグラフ」紙の批評では「ドイルは影を使用し、シルエットが悪夢のような様相を描いていたが、それ以上は何も生み出さなかった。第2幕タイトル曲のような明るいシーンも充分にあり、全体のトーンはバランスがとれている」と記した。

#### 2010年、全英ツアー公演
2010年、9ヶ月をかけてイングランドでツアー公演が上演された。ジュリアン・ウールフォードの新たな演出により、マーティ・ウェブがアウント・エラー役、マーク・エヴァンズがカーリー役で上演された。

#### 2010年、ワシントンD.C.アリーナ・ステージ
2010年10月、アリーナ・ステージにて開幕し、評論家から称賛された。芸術監督のモリー・スミスは現代のワシントンD.C.の人口比率、および舞台となる1906年のオクラホマ準州の多様な人種構成を反映させるためにローリー役とアウント・エラー役にアフリカ系アメリカ人を配役した。2011年、ヘレン・ヘイズ・アワードにおいて10部門にノミネートされ、シェイクスピア・シアターの『キャンディード』と共にレジデント・ミュージカル賞を受賞し、他にパーカー・エッセが振付賞、カーリー役のニコラス・ロドリゲスが主演男優賞、ジョージ・フルジニティ・シェイカーがミュージカル演出賞を受賞した。2011年、アリーナ・ステージで再演された。

#### 2012年、ワシントン州シアトルのフィフス・アベニュー・シアター
2012年、フィフス・アベニュー・シアターにて、ピーター・ロススタインの演出でアフリカ系アメリカ人がジャッド役およびダンサーを務めた。アリーナ・ステージ公演と同様、オクラホマ準州のアフリカ系アメリカ人の存在を表現するものであったが、当時の黒人男性が白人男女を苦悩させることに納得いかない観客も複数いた。ジャッドが首吊りを促されるシーンは当時の黒人が受けたリンチを想起させるものであった。ドリーム・バレエのシーンはダークで性的で、ジャッドがローリーをレイプしようとして終わる。ある批評家は「歴史的に見てもアフリカ系アメリカ人農夫が白人女性をボックスダンスにエスコートすることは許されていた。観客にはそれを疑問に思って曲が頭に入ってこない人もいるだろう」と記した。別の批評家は「ロススタイン版は狂ったように性に取りつかれた黒人男性が白人女性を激しく熱望し、白人男性の手によって殺害されるが模擬裁判で無罪となる」と記した。

#### 2015年、全英ツアー公演
2015年2月から8月、全英ツアー公演が行なわれ、レイチェル・カヴァナーが演出し、アシュリー・デイがカーリー役、シャーロット・ウェイクフィールドがローリー役、ベリンダ・ラングがアウント・エラー役、ゲイリー・ウィルモットがアリハカム役を演じた。

#### 宝塚歌劇団の公演
|                        | 1967年7月1日-30日 月・星組宝塚大劇場 | 1967年9月2日-26日 月組東京宝塚劇場 | 1984年10月20日から11月5日 花組宝塚バウホール | 2006年10月5日-27日 月組日生劇場 |
| ---------------------- | ------------------------------------ | ---------------------------------- | -------------------------------------------- | ------------------------------- |
| 演出                   | ジェムジー・デ・ラップ               | ジェムジー・デ・ラップ             | 正塚晴彦                                     | 中村一徳                        |
| カーリー               | 上月晃                               |                                    | 大浦みずき                                   | 轟悠 （専科所属）               |
| ローリー               | 初風諄                               |                                    | 秋篠美帆                                     | 城咲あい                        |
| ジャッド               | 古城都                               |                                    | 瀬川佳英                                     | 霧矢大夢                        |
| エラー叔母             | 水代玉藻                             |                                    | 伊織なつ耶                                   | 越乃リュウ                      |
| アンドリュー・カーネス | 岬ありさ                             |                                    | あごう沙知                                   | 一色瑠加                        |
| アリ・ハキム           | 八重はるみ                           |                                    | 大空希望                                     | 研ルイス                        |
| ガーティ               | 笹潤子                               |                                    | 神奈美帆                                     | 美鳳あや                        |
| ウィル・パーカー       | 清はるみ                             |                                    | 翼悠貴                                       | 青樹泉                          |
| アド ・アニー          | 八汐路まり                           |                                    | 水原環                                       | 夢咲ねね                        |
| コード・エラム         | 小柳日鶴                             |                                    | 安寿ミラ                                     | 彩央寿音                        |
| スキドモア             | 美山しぐれ                           |                                    |                                              |                                 |
| フレッド               | 榛名由梨                             |                                    |                                              |                                 |
| スリム                 | 汐路朝子                             |                                    |                                              |                                 |
| 牧葉の娘               | 恵さかえ 大海竜子 千草美景           |                                    |                                              |                                 |
| 牧童                   | 水はやみ                             |                                    |                                              |                                 |
| 少女                   | 夏海陽子                             |                                    |                                              |                                 |

##### 月・星組　宝塚大劇場公演
形式名は「ミュージカル・プレイ」。
2部6場。
公演期間は1967年7月1日から30日まで。
スタッフ
- 作曲：リチャード・ロジャース[81]
- 脚本・作詞：オスカー・ハマースタインII[81]
- 振付：アグネス・デ・ミール[81]、ジェムジー・デ・ラップ（アグネス・デ・ミールのオリジナル振付に基づく）[86]
- 翻訳[81]：森岩雄、川井秀幸
- 詩訳：川井秀幸[81]
- 演出：ジェムジー・デ・ラップ[82]
- 音楽監督・指揮：吉崎憲治[82]
- 音楽指揮：溝口堯[82]
- 演出補：川井秀幸[82]
- 振付補：大滝愛子[82]
- 振付助手：司このみ[82]
- 装置：渡辺正男[82]
- 衣装：静間潮太郎[82]
- 小道具：生島道正[82]
- 照明：久保安太郎[82]
- 効果：村上茂[82]
- 音楽監督：松永浩志[82]
- 演出助手：草野旦[82]
- 制作[82]：大島治雄、小辻糺、横澤秀雄

##### 月組　東京宝塚劇場公演
公演期間は1967年9月2日から9月26日まで。
主なスタッフにオスカー・ハマースタインII（脚本）、ジェムジー・デ・ラップ（演出）。

##### 花組　宝塚バウホール公演
1984年10月20日から11月5日まで。
潤色・演出：正塚晴彦。

##### 月組　日生劇場公演
2006年10月5日から10月27日まで。
潤色・演出は中村一徳。

### 1955年、映画化
1955年に映画化され、ゴードン・マクレー、映画デビューのシャーリー・ジョーンズ、ロッド・スタイガー、シャーロット・グリーンウッド、グロリア・グレアム、ジーン・ネルソン、ジェームズ・ホイットモア、エディ・アルバートが主演した。フレッド・ジンネマンが監督した唯一のミュージカル映画であり、アグネス・デ=ミルが振付した。Todd-AO70mmフィルムワイドスクリーンで撮影された最初のフィーチャー映画となった。
当時、ミュージカルの舞台の映画化に際し、他者作曲の音楽が使用されることがあり、それを阻止するためにロジャースとハマースタインは個人的に監視していた。ロジャース&ハマースタインの他の作品と比較して忠実であったが、長いシーンを複数の短いシーンに分け、いくつかの楽曲の順番が変更になった。例えば「カンザスシティ」はウィル・パーカーがカンザスシティから到着し、アウント・エラーとカウボーイたちが出迎える駅のセットで演じられた。バーレスクのストリッパーについての歌詞は検閲を通すために変更された。原作「ライラックは緑に育つ」に沿って、ジャッドはカーリーとローリーが立つ干し草の山を燃やして復讐しようとするが、カーリーがジャッドに飛びかかるとジャッドは自身が用意したナイフの上に落ちる。映画化では楽曲「イッツ・ア・スキャンダル!」と「孤独部屋」のみがカットされた。アカデミー賞において作曲賞、録音賞を受賞した。
日本では、1956年、30m*15mの大型スクリーンを有する新宿・梅田の両コマ・スタジアムの開館記念興行として公開された。

## レコーディング
1943年、ビング・クロスビーとフランク・シナトラは「粋なうわさをたてられて」と「美しい朝」をレコーディングした。1942年から1944年、ミュージシャンによるストライキが行なわれ、これらのレコーディングは楽器伴奏がなくアカペラのコーラスで行なわれた。『オクラホマ!』の制作者たちは高品質の公式録音がないことに落胆しており、1943年8月、テレサ・ヘルバーンはある同僚に向け「『オクラホマ!』の録音がなく送れない。知っての通りペトリロが音楽家組合をいまだ禁止している。彼らは放送のために演奏することができず、フランク・シナトラの「粋なうわさをたてられて」のみが録音されているが、ラジオ放送のような音響であれば酷いものだ」と記した。1943年9月、デッカ・レコード社長のジャック・カップは組合と和解し、急遽3週間後に『オクラホマ!』オリジナル・キャストとオーケストラのレコーディング・スタジオを予約した。
当時ブロードウェイの楽曲が小規模バンドと共にポピュラー歌手によりレコーディングされることが多く、フルオーケストラとオリジナル・キャストでのレコーディングは珍しかった。予算と時間の制限によりいくつかの楽曲がレコーディングされなかったが、『オクラホマ!』の楽曲の多くが収録された、78回転両面レコード6枚のアルバムがデッカ・レコードからリリースされた。100万枚以上を売り上げ、デッカはレコーディングされなかった3曲の追加レコーディングを行ない、『Oklahoma! Volume Two』としてリリースされた。1949年、デッカは1枚目のアルバムをLPで再リリースし、すぐに希少アルバムとなった。続くLP全てが同様に完全版ではなかった。2000年、デッカ・ブロードウェイは78回転のオリジナル・アルバムの原版から高忠実度で移行したCDをリリースした。
『オクラホマ!』オリジナル・キャスト・アルバムはヒットし、以降ブロードウェイ・ミュージカルのオリジナル・キャスト・レコーディングの制作が行なわれるようになり、ポピュラー・カルチャーにおいてミュージカル作品の拡散および継続の重要ポイントとなった。のちに1979年ブロードウェイ公演、1980年ロンドン公演、1998年ロイヤル・ナショナル・シアター公演、2019年ブロードウェイ公演、1995年映画版サウンドトラックを含むキャスト・レコーディングがリリースされた。主演にネルソン・エディ、ジョン・レイト、フローレンス・ヘンダーソンのようなスターを据えたキャスト・レコーディングが20枚以上存在する。

## 受賞歴

### オリジナル・ブロードウェイ・プロダクション
| 年   | 賞                           | 部門                         | ノミネート者                                       | 結果 |
| ---- | ---------------------------- | ---------------------------- | -------------------------------------------------- | ---- |
| 1944 | ピューリッツァー賞           | 特別賞                       | リチャード・ロジャース オスカー・ハマースタイン2世 | 受賞 |
| 1947 | シアター・ワールド・アワード | シアター・ワールド・アワード | ドロシー・マクファランド                           | 受賞 |
| 1993 | トニー賞                     | 特別賞(50周年)               | 特別賞(50周年)                                     | 受賞 |

### 1979年、ブロードウェイ再演
| 年   | 賞                           | 部門                         | ノミネート者               | 結果       |
| ---- | ---------------------------- | ---------------------------- | -------------------------- | ---------- |
| 1980 | トニー賞                     | ミュージカル主演女優賞       | クリスティン・アンドレアス | ノミネート |
| 1980 | トニー賞                     | ミュージカル助演男優賞       | ハリー・グローナー         | ノミネート |
| 1980 | ドラマ・デスク・アワード     | ミュージカル助演男優賞       | マーティン・ヴィドノヴィチ | ノミネート |
| 1980 | ドラマ・デスク・アワード     | ミュージカル助演男優賞       | ハリー・グローナー         | ノミネート |
| 1980 | シアター・ワールド・アワード | シアター・ワールド・アワード | ハリー・グローナー         | 受賞       |

### 1980年、ウェスト・エンド再演
| 年   | 賞                       | 部門                   | ノミネート者           | 結果       |
| ---- | ------------------------ | ---------------------- | ---------------------- | ---------- |
| 1980 | ローレンス・オリヴィエ賞 | ミュージカル主演男優賞 | ジョン・ディードリッヒ | ノミネート |
| 1980 | ローレンス・オリヴィエ賞 | 新人賞                 | アルフレッド・モリーナ | ノミネート |

### 1998年、ウェスト・エンド再演
| 年   | 賞                                         | 部門                           | ノミネート者                   | 結果       |
| ---- | ------------------------------------------ | ------------------------------ | ------------------------------ | ---------- |
| 1998 | クリティクス・サークル・シアター・アワード | ミュージカル作品賞             | ミュージカル作品賞             | 受賞       |
| 1999 | ローレンス・オリヴィエ賞                   | ミュージカル・プロダクション賞 | ミュージカル・プロダクション賞 | 受賞       |
| 1999 | ローレンス・オリヴィエ賞                   | ミュージカル主演男優賞         | ヒュー・ジャックマン           | ノミネート |
| 1999 | ローレンス・オリヴィエ賞                   | ミュージカル主演女優賞         | ジョセフィーナ・ゲイブリエル   | ノミネート |
| 1999 | ローレンス・オリヴィエ賞                   | ミュージカル助演賞             | シュラー・ヘンスリー           | 受賞       |
| 1999 | ローレンス・オリヴィエ賞                   | 演出賞                         | トレヴァー・ナン               | ノミネート |
| 1999 | ローレンス・オリヴィエ賞                   | 振付賞                         | スーザン・ストローマン         | 受賞       |
| 1999 | ローレンス・オリヴィエ賞                   | 装置デザイン賞                 | アンソニー・ウォード           | 受賞       |
| 1999 | ローレンス・オリヴィエ賞                   | 照明デザイン賞                 | デイヴィッド・ハーシー         | ノミネート |

### 2002年、ブロードウェイ再演
| 年   | 賞                           | 部門                         | ノミネート者           | 結果       |
| ---- | ---------------------------- | ---------------------------- | ---------------------- | ---------- |
| 2002 | トニー賞                     | 再演ミュージカル作品賞       | 再演ミュージカル作品賞 | ノミネート |
| 2002 | トニー賞                     | ミュージカル主演男優賞       | パトリック・ウィルソン | ノミネート |
| 2002 | トニー賞                     | ミュージカル助演男優賞       | シュラー・ヘンスリー   | 受賞       |
| 2002 | トニー賞                     | ミュージカル助演女優賞       | アンドレア・マーティン | ノミネート |
| 2002 | トニー賞                     | ミュージカル演出賞           | トレヴァー・ナン       | ノミネート |
| 2002 | トニー賞                     | 振付賞                       | スーザン・ストローマン | ノミネート |
| 2002 | トニー賞                     | 照明デザイン賞               | デイヴィッド・ハーシー | ノミネート |
| 2002 | ドラマ・デスク・アワード     | 再演ミュージカル作品賞       | 再演ミュージカル作品賞 | ノミネート |
| 2002 | ドラマ・デスク・アワード     | ミュージカル主演男優賞       | パトリック・ウィルソン | ノミネート |
| 2002 | ドラマ・デスク・アワード     | ミュージカル助演男優賞       | シュラー・ヘンスリー   | 受賞       |
| 2002 | ドラマ・デスク・アワード     | ミュージカル助演男優賞       | ジャスティン・ボホン   | ノミネート |
| 2002 | ドラマ・デスク・アワード     | ミュージカル助演女優賞       | アンドレア・マーティン | ノミネート |
| 2002 | ドラマ・デスク・アワード     | ミュージカル演出賞           | トレヴァー・ナン       | ノミネート |
| 2002 | ドラマ・デスク・アワード     | 振付賞                       | スーザン・ストローマン | 受賞       |
| 2002 | ドラマ・デスク・アワード     | 装置デザイン賞               | アンソニー・ウォード   | ノミネート |
| 2002 | ドラマ・デスク・アワード     | 照明デザイン賞               | デイヴィッド・ハーシー | ノミネート |
| 2002 | シアター・ワールド・アワード | シアター・ワールド・アワード | ジャスティン・ボホン   | 受賞       |

### 2019年、ブロードウェイ再演
| 年   | 賞                                         | 部門                               | ノミネート者 | 結果       |
| ---- | ------------------------------------------ | ---------------------------------- | --- | ---------- |
| 2019 | トニー賞                                   | 再演ミュージカル作品賞             | 再演ミュージカル作品賞 | 受賞       |
| 2019 | トニー賞                                   | ミュージカル主演男優賞             | デイモン・ダウノ | ノミネート |
| 2019 | トニー賞                                   | ミュージカル助演女優賞             | アリ・ストローカー | 受賞       |
| 2019 | トニー賞                                   | ミュージカル助演女優賞             | メアリー・テスタ | ノミネート |
| 2019 | トニー賞                                   | ミュージカル演出賞                 | ダニエル・フィッシュ | ノミネート |
| 2019 | トニー賞                                   | ミュージカル装置デザイン賞         | ローラ・ジェリネック | ノミネート |
| 2019 | トニー賞                                   | ミュージカル音響デザイン賞         | ドリュー・リーヴァイ | ノミネート |
| 2019 | トニー賞                                   | 編曲賞                             | ダニエル・クラガー | ノミネート |
| 2019 | ドラマ・デスク・アワード                   | 再演ミュージカル作品賞             | 再演ミュージカル作品賞 | ノミネート |
| 2019 | ドラマ・デスク・アワード                   | ミュージカル主演男優賞             | デイモン・ダウノ | ノミネート |
| 2019 | ドラマ・デスク・アワード                   | ミュージカル主演女優賞             | レベッカ・ナオミ・ジョーンズ | ノミネート |
| 2019 | ドラマ・デスク・アワード                   | ミュージカル助演男優賞             | パトリック・ヴェイル | ノミネート |
| 2019 | ドラマ・デスク・アワード                   | ミュージカル助演女優賞             | アリ・ストローカー | 受賞       |
| 2019 | ドラマ・デスク・アワード                   | ミュージカル助演女優賞             | メアリー・テスタ | ノミネート |
| 2019 | ドラマ・デスク・アワード                   | ミュージカル演出賞                 | ダニエル・フィッシュ | ノミネート |
| 2019 | ドラマ・デスク・アワード                   | ミュージカル装置デザイン賞         | ローラ・ジェリネック | ノミネート |
| 2019 | ドラマ・デスク・アワード                   | ミュージカル照明デザイン賞         | スコット・ジーリンスキ | ノミネート |
| 2019 | ドラマ・デスク・アワード                   | ミュージカル音響デザイン賞         | ドリュー・リーヴァイ | ノミネート |
| 2019 | ドラマ・デスク・アワード                   | 編曲賞                             | ダニエル・クラガー | 受賞       |
| 2019 | ドラマ・デスク・アワード                   | プロジェクション・デザイン賞       | ジョシュア・ソーソン | ノミネート |
| 2019 | ドラマ・リーグ・アワード                   | 再演ミュージカル作品賞             | 再演ミュージカル作品賞 | ノミネート |
| 2019 | ドラマ・リーグ・アワード                   | 演技賞                             | アリ・ストローカー | ノミネート |
| 2019 | アウター・クリティクス・サークル・アワード | 再演ミュージカル作品賞             | 再演ミュージカル作品賞 | ノミネート |
| 2019 | アウター・クリティクス・サークル・アワード | ミュージカル主演男優賞             | デイモン・ダウノ | ノミネート |
| 2019 | アウター・クリティクス・サークル・アワード | ミュージカル助演男優賞             | アリ・ストロカー | ノミネート |
| 2019 | アウター・クリティクス・サークル・アワード | ミュージカル演出賞                 | ダニエル・フィッシュ | ノミネート |
| 2019 | アウター・クリティクス・サークル・アワード | 編曲賞                             | ダニエル・クラガー | 受賞       |
| 2019 | アウター・クリティクス・サークル・アワード | 音響デザイン賞                     | ドリュー・リーヴァイ | ノミネート |
| 2020 | グラミー賞                                 | ミュージカル・シアター・アルバム賞 | デイモン・ダウノ、レベッカ・ナオミ・ジョーンズ、アリ・ストロカー、メアリー・テスタ、パトリック・ヴェイル(主演ソロ); ダニエル・クラガー&ディーン・シェアナウ (プロデューサー); リチャード・ロジャース (作曲家); オスカー・ハマースタイン2世 (作詞家) | ノミネート |

## ポピュラー・カルチャー
『オクラホマ!』は映画、テレビ、その他メディアでしばしば引用またはパロディされている。著名な言及を以下に示す。
映画
- 1999年、『サウスパーク/無修正映画版』 - 楽曲「美しい朝」と「オクラホマ!」のパロディが使用された。「アンクル・ファッカー」はタイトル曲「オクラホマ!」の「O-K-L-A-H-O-M-A」とスペルの歌詞をパロディ化している[100][101]。ミュージカル『Curtains』にも同様の歌詞があるが、「オクラホマ!」の方が近いとされている。
- 1989年、『恋人たちの予感』 - ハリー(ビリー・クリスタル)とサリー(メグ・ライアン)がカラオケで「飾りのついた四輪馬車」を歌う[102]。
- 1996年、『ツイスター』 - ベルツァー(トッド・フィールド)が登場する時に「オクラホマ!」が流れる。
- 1993年、『デーヴ』 - デーヴ(ケヴィン・クライン)が「オクラホマ!」を歌う。
- 2018年、『アイ・キャン・オンリー・イマジン 明日へつなぐ歌』 - バート(J・マイケル・フィンレイ)が学校演劇で『オクラホマ!』を演じる。その頃ダイナ―にて父親(デニス・クエイド)が気を失い病院に搬送される。
- 2020年、『もう終わりにしよう。』 - 複数回『オクラホマ!』に言及され、「孤独部屋」を演じる[103]。

テレビ
- 『ザ・シンプソンズ』 - 2005年、「"Milhouse of Sand and Fog"」にてミルハウスがバートと「農夫と牧童」を歌うことを想像する。2019年、「"I'm Just a Girl Who Can't Say D'oh"」にてルウェリン・シンクレアがマージがエイドエニー役を演じる『オクラホマ!』の演出をする。エイドエニーの「いやとはいえないの」のシーンから、マージが全ての指示を拒否するためルウェリンは不愉快になる[104]。
- 『セサミストリート』 - カエルのカーミットが映画『オクラホマ!』の監督をし、フォーゲットフル・ジョーンズが「オクラホマ!」を歌うが、歌い始めを忘れる。1977年、レイ・チャールズが「美しい朝」を歌い、オスカーが「"Oh what a rotten old morning/Oh what a rotten old day"」(不快な朝)を歌う。
- 『マペット・ショー』317話 - フォジーがカウボーイの恰好をし、「オクラホマ!」を歌い始めるが、大きなマペットたちが侍の恰好をしてパロディ「ヨコハマ!」を演じる。
- 『タイニー・トゥーンズ』 - パロディ『ダックラホマ!』で上から金床が落ちてくる。
- 1996年、『3rd Rock from the Sun』シーズン1「"Frozen Dick"」 - ディックがダイナ―で「オクラホマ!」を歌い、盛り上がってダイナ―の客たちと共に歌う。
- 1975年、『フォルティ・タワーズ』「グルメの夕べ」 - ポリーが客を相手に「いやとはいえないの」を歌う。
- 2001年、『バンド・オブ・ブラザース』「なぜ戦うのか」 - ルイス・ニクソン大尉(ロン・リビングストン) が『オクラホマ!』がまだブロードウェイで公演していると語り、兵士たちが歌い出す。
- 2002年、『フレンズ』「ホントに泣きたいのは誰!?」 - チャンドラー(マシュー・ペリー)がオクラホマ州タルサでの仕事を引き受け、妻のモニカ(コートニー・コックス・アークエット)はオクラホマ州に行きたくないし、『オクラホマ!』も観たくないと語る。チャンドラーは『オクラホマ!』の楽曲で返答する。
- HBO『ウォッチメン』 - オクラホマ州タルサを舞台とし、楽曲、登場人物名、歌詞、音楽、主題などで言及され、楽曲「オクラホマ!」も使用されている[105]。

その他のメディア
- 1940年代半ば、コメディアンのフレッド・アレンが「飾りのついた四輪馬車("Surrey With the Fringe on Top")」のパロディ「"Union Suit with the Hinge on the Back"」を作成して複数回演じられた。
- 1953年、タイトルナンバー「オクラホマ!」がオクラホマ州の州歌に採用された。1907年11月16日、オクラホマ準州からオクラホマ州に昇格していた。
- キンクスによるアルバム『マスウェル・ヒルビリーズ』の楽曲「オクラホマ U.S.A.」でカーリーが希望する「飾りのついた四輪馬車」に乗ることに言及している。
- 1958年、トルーマン・カポーティの短編小説『ティファニーで朝食を』の中で、ホリー・ゴライトリーが『オクラホマ!』の楽曲をギターの弾き語りで歌う。